# 冯平山
馮平山 （1860年—1931年），原名馮朝安，廣東新會會城高第里人、慈善家。 馮平山的父親馮洪福，號景堂。:2

## 生平
馮平山7歲讀《四書》，15歲隨其六叔往暹羅學習經商，來往於廣東省、香港、澳門，重慶各地，在四川重慶創辦安記商號，購銷陳皮、桂皮等四川中藥材料。在1890年，馮平山自編電報暗碼，通經貿信息，又自置兩艘英國商船，貨運重慶與香港間，10年間，盈利100萬銀圓。 
1909年，馮平山在廣州開設兆豐行從事藥材買賣。1913年遷往香港繼續經營，後來成為南北行之中的一家著名商號。馮平山曾在1918年開始，與人合資開設穗安銀鋪、岐豐行、南生行、維吉銀號、亦安銀號、東亞銀號（後來成為東亞銀行）商號等，1922年更與人合辦華人置業和安榮置業。
馮平山的慈善公益事業，包括廣州方便醫院、香港1913年成為東華醫院總理，協辦大口環義莊、同年7月新會天河圍賑災、1917年在新會會城創辦平山貧兒義塾、在香港與孔聖會辦免學費男女義塾。1918年加入新會商會、成為保良局總理。1919年，在新會捐建白沙公園、象山公園、嘉會亭、養拙亭及香港華商總會新樓。 他也曾擔任團防局紳，並出資推動廣華醫院創辦免費留產服務。
馮平山支持中文教育，為官立漢文中學（今金文泰中學）的倡議者之一，並協助香港大學開設中文本科課程及創辦中文學院，其兒子馮秉華和馮秉芬更為中文學院第一期學生。馮平山更向香港大學捐出十萬港元興建中文圖書館，校方為其冠名紀念。
1922年，馮平山在新會會城捐建平山小學、新會景堂圖書館、廣州高師附屬高小校舍及獎學金、在香港捐建香港仔兒童工藝院，香港華商總會圖書館等。
馮平山在1925年獲香港政府的太平紳士榮銜。
1931年8月2日在香港辭世，享年72歲。:1-152

## 以其命名的事物
- 馮平山圖書館：香港大學圖書館，位於香港薄扶林大學本部南面。
- 馮平山樓：香港大學美術博物館建築物之一。
- 景堂院（纪念其父冯景堂），平山堂：廣州廣東實驗中學中，由清代广东格致学堂，至國立中山大學附屬中學時期，先後捐建。平山堂在1990年被拆掉大部分，留存有擺平山堂名牌的灰檐。景堂院就在2000年後改建成景堂體育館。
- 新會平山小學：廣東新會會城鎮的小學，1917年由馮平山創辦，校名平山貧兒義塾。1930年，與高小學校合併，改名平山小學。
- 五邑工商總會馮平山夫人李穎璋學校（紀念其妻馮李穎璋）：香港馬鞍山一所已結束的小學，原為「五邑工商總會鄧樹椿紀念學校」，1965年創辦，於1991年更名及遷校。2009年，該校停辦。

## 參看
- 馮平山家族

## 外部連結
- 馮平山圖書館 （页面存档备份，存于）
- 馮平山樓 （页面存档备份，存于）